# 五车增八
五车增八，即御夫座2（2 Aur, 2 Aurigae）是一个位于御夫座的恒星系统，距离地球约560光年，视星等为+4.787。
五车增八的主星是一颗A-型主序星，它有三颗8等的伴星，HIP 22647、HIP 22776和HIP 22744,